# Platja de les Marines (Gavà)
La platja de les Marines és una platja urbana del municipi de Gavà (Baix Llobregat) situada darrere del barri marítim de Gavà Mar. Limita a llevant amb la riera dels Canyars, que la separa de la platja de Gavà, i a ponent la platja resta oberta fins a la platja de la Pineda, que pertany al municipi de Castelldefels, a l'alçada del carrer d'Alcanar. Orientada al sud, té una longitud de 700 metres i una amplada mitjana de 61 metres, formada per sorra de gra mig i un pendent d'entrada a l'aigua moderat. A l'estiu s'habilita una zona de 1.000 m² per a gossos.